# Ksibet el-Médiouni (delegación)
Ksibet el-Médiouni es una delegación de la gobernación de Monastir en Túnez. En abril de 2014 tenía una población censada de 34 576 habitantes.
Se encuentra ubicada en el centro-este del país, junto a la costa del mar Mediterráneo.